# Oleg Serebrian
Oleg Serebrian (13 luglio 1969) è un politico moldavo diventato noto per i suoi studi sulla geopolitica del Mar Nero.

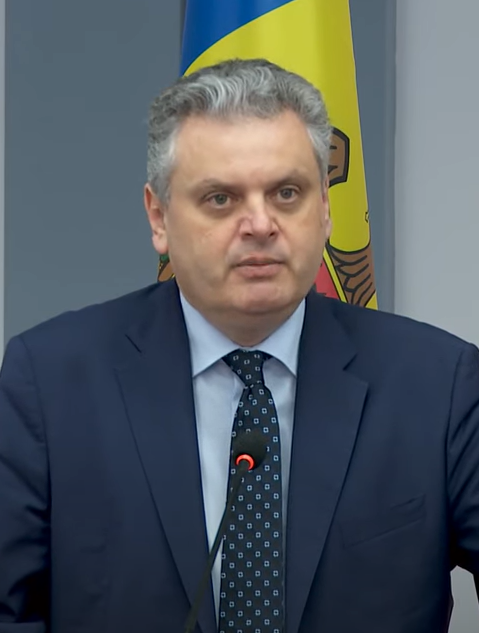
Oleg Serebrian, 2024

Nel 1998 viene nominato portavoce del Ministero degli Esteri in Moldavia e nel 1999 diventa vice-rettore della Università Libera della Moldavia. Tra il 2001 e 2008 è stato presidente del Partito social-liberale. Nel 2005 e 2009 è stato eletto deputato nel Parlamento Moldavo.
Dal 1º luglio 2010 è Ambasciatore di Moldavia in Francia.

## Opere
- Geopolitica spaţiului pontic (Geopolitica del Mar Nero, 1998)
- Politosfera (2001)
- Dicţionar de geopolitică (Dizionario di geopolitica, 2006)
- Despre geopolitică (Geopolitica, 2009)
- Woldemar (2018)